# Thornton (Fife)
Thornton est un village situé dans le Fife, en Écosse. En 2020 la population de Thornton est estimée à 2 040 habitants.